# Club de Básquetbol Lobos Grises de la UAD
I Lobos Grises de la UAD sono una società cestistica con sede a Durango, in Messico. Fondati nel 2004, giocano nella Liga Nacional de Baloncesto Profesional.
Disputano le partite interne nell'Auditorio del Pueblo, che ha una capacità di 2.077 spettatori.